# Аверкієвська (Ленінградська область)
Авéркіївське — село в Подпорозькому районі Ленінградській області. Входить до складу Вінницького сільського поселення.

## Географія
Село знаходиться в центральній частині Подпорозького району, на річці Пєтков, неподалік від місця впадання її в озеро Чікозеро. Відстань від адміністративного центру сільського поселення — 15 км, від районного центру — 90 км.

## Шляхи сполучення
Ґрунтова дорога веде від села на південь, пов'язуючи Чікозеро з адміністративним центром сільського поселення. Але автобусного сполучення по цій дорозі немає.

## Історія
Згідно із законом від 1 вересня 2004 року № 51-оз належить до муніципального утворення Вінницьке сільське поселення.

## Населення
| 1940 | 1965 | 2007 | 2010 |
| ---- | ---- | ---- | ---- |
| 148  | ↘25  | ↘8   | ↗16  |